# Kastetræ
Et kastetræ er et våben, som anvender gearing til at opnå større hastighed ved spydkastning.
Kastetræet kendes også som atlatl det ord på sproget Nahuatl som Aztekerne brugte om deres kastetræ. Kastetræet med korte og tunge spyd med stenspids var et af de vigtigste våben i krigsførelse blandt Aztekerne, og i resten af Mesoamerika.
New Guineas folk og de australske aboriginere anvender også spydkast-gearing – dets navn på originalsproget er en woomera.
I dag anvendes kastetræ i sport, hvor afstand eller præcision er hovedsagen. Der er registreret spydkast på op imod 260 m. Der afholdes turneringer hvor både spyd og spydkaster bygges af gamle eller moderne materialer.